# امارة عرقة واقضية جبل لبنان الشمالي

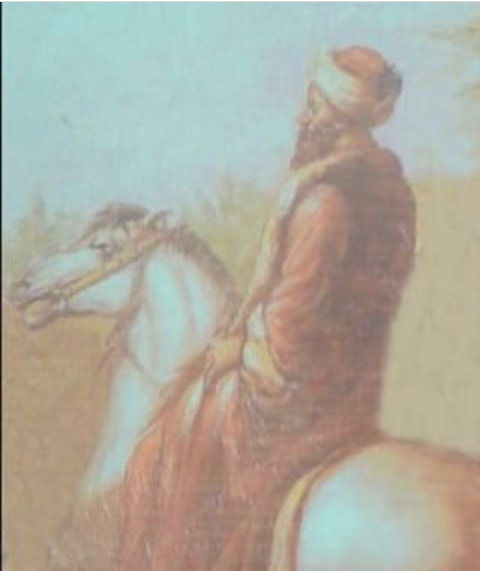
رسم تصويري لمحمد اغا بن شعيب (الامير محمد بن شعيب الحميري) لعائلة عسكرية عريقة ينتسب لامارة الحميريين في العراق والجزيرة العربية، ومع دخول العثمانيين وبحكم امارته وسلطته الواسعة نال الباشوية من الدولة العلية العثمانية وعين نائبا للسلطان العثماني عن ولاية طرابلس الشام، حكم من عام 1523 ميلادي حتى عام 1528 ميلادي المناطق الممتدة من الساحل السوري وحمص وحماة إلى عكار وطرابلس واقضية جبل لبنان الشمالي ثم حاول الاستقلال بامارته وواجه الاستعمار العثماني. اغتيل عام 1528 ميلادي وبقيت امارته قائمة في عرقة واقضية جبل لبنان الشمالي في جبيل وكسروان والبترون وعين السنديانة حتى عام 1579 ميلادي. وبعد القرن العثماني الاول انتهت هذه الامارة.

امارة محمد اغا بن شعيب (الأمير محمد بن شعيب الحميري ينتسب
لامارة الحميريين في العراق والجزيرة العربية) كان حاكما على المنطقة الممتدة من عكار واقضية البترون وجبيل وكسروان إلى الساحل السوري، واسمه في كتب التاريخ محمد آغا بن شعيب وقد تولى حكم ولاية طربلس الشام عام 1523 ميلادي خلال العهد العثماني وفي عام 1528 ميلادي أُغتيل.

## فترة الحكم
كانت هذه الامارة قائمة تاريخيا في عرقا شمال لبنان واقضية جبل لبنان في جبيل وكسروان والبترون وعين السنديانة منذ العهد المملوكي حتى عام 1579 ميلادي تحديدا في القرن العثماني الأول، وبعد القرن العثماني الأول انتهت هذه الامارة.

## المكون التاريخي
في كتاب تاريخ الشيعة في جبل لبنان، قدمت عشائر وعائلات من العراق إلى اقضية جبل لبنان بين عامي 1382 ميلادي و1400 ميلادي خلال عهد المماليك الجراكسة بمشيخة حمادة المذحجي (مشيخة حمادية) كانت تضم عشائر الحماديين من مراد بن مذحج اندمجت في امارة شعيب الحميري لتشكيل كيان عشائري موحد اسماه المؤرخون مذحج آل حمير ليحميهم من الغزوات.